# 釋普觀
釋普觀（1918年－1998年），俗姓李，四川邛崍人士，為峨嵋山金頂第十三代祖師，曾任霧中山開化寺住持。大師嚴持戒律、刻苦修行，圓寂坐化後，肉身不壞盤坐塔中，為中國當代得道高僧之一。

## 生平
普觀大師出生於1918年。1936年出家於峨眉山雷音寺，禮師照常長老，受比丘戒。大師深研佛典，嚴持戒律，刻苦修行，佛學造詣深厚，為峨嵋山金頂第十三代祖師，曾住錫於峨眉山雷音寺、慈聖庵、萬年寺、息心所、太子坪等廟宇，並於峨眉毗盧殿佛學院講經說法，為海內外信士與僧眾所敬重。:152
1992年6月，大師雲遊於四川省霧中山，深感霧中山作為佛教南傳聖地，有恢復之必要。:152
1992年8月，大邑縣政府批准霧中山開化寺、接王亭等佛教遺址為佛教活動點，普觀大師受聘為開化寺住持、果章大師為監院，一同為該地之古廟恢復、僧材培育而努力。:152
1998年，大師功行圓滿，生死自由而圓寂坐化，至今肉身不壞盤坐塔中。

## 法承

### 師長
- 釋照常